# В-10 (автогрейдер)
В-10 — автогрейдер, серийно производившийся в 1956—1962 годах Пайдеским заводом дорожных машин (с 1962 года филиал Таллинского экскаваторного завода). Последняя модель автогрейдеров серии «В», производившихся в Пайде в 1947—1962 годах. Первый советский автогрейдер с гидравлическим приводом рабочего органа. Уступил место модели Д-512.

## История
Производство автогрейдеров на пайдеском заводе началось вскоре после войны. В середине 1940-х годов под руководством Арнольда Вольберга (эст. Arnold Volberg) на базе грузового автомобиля ГАЗ-АА был сконструирован первый советский автогрейдер В-1. Буква «В» в названии автогрейдера указывала на имя его конструктора. В последующие несколько лет на предприятии продолжалось создание новых вариантов, последовательно были выпущены модели В-2 — В-6 и, наконец, более тяжёлый В-8. Все эти автогрейдеры были двухосными и оснащались бензиновым двигателем. В 1950 году предприятие было переименовано в Пайдеский завод дорожных машин. В начале 1950-х годов завод приступил к выпуску трёхосного автогрейдера Э-6-3 (альтернативный индекс В-6-3) на базе агрегатов грузовика ГАЗ-51. В 1956 году началось производство В-10 — последнего автогрейдера серии «В». Машина оснащалась дизельным мотором Д-54 от трактора ДТ-54.
Через два года в СССР был утверждён ГОСТ на грейдеры. Ни модель В-10, ни более ранние модели автогрейдеров, выпускавшиеся в Пайде, не соответствовали новым нормативам. В результате на заводе было создано конструкторское бюро, разработавшее новую версию автогрейдера. Модель получила индекс Д-512, её выпуск начался в 1962 году; тогда же было прекращено производство В-10. В 1962 году пайдеский завод был передан в подчинение Таллинскому экскаваторному заводу (с 1975 года производственное объединение «Таллэкс»). К моменту переподчинения было изготовлено 1415 автогрейдеров В-10, ещё 625 было произведено, когда завод стал филиалом таллинского предприятия. Таким образом, до прекращения производства было выпущено 2040 экземпляров В-10.

## Технические особенности
Автогрейдер В-10 представляет собой трёхосную самоходную машину и предназначен для строительства дорог в средних и лёгких грунтах и осуществления их текущего и среднего ремонта. Грейдер оснащён двигателем Д-54 мощностью 54 л. с. (40 кВт), в нём использованы агрегаты трактора Д-54. Впервые в СССР на автогрейдере применено гидравлическое управление рабочим органом.

## Основные характеристики
В таблице приведены основные технические характеристики грейдера В-10.
| Модель                       | В-10           |
| ---------------------------- | -------------- |
| Длина отвала, мм             | 3660           |
| Высота отвала, мм            | 500            |
| Угол резания, град           | 57—105         |
| Наибольшее заглубление, мм   | 150—250        |
| Марка двигателя              | Д-54           |
| Мощность, л. с. (кВТ)        | 54 (40)        |
| Рабочая скорость, км/ч       | макс. 34       |
| Количество колёс             | 6              |
| Управление рабочими органами | Гидравлическое |
| Длина, м                     | 7,600          |
| Ширина, м                    | 2,340          |
| Высота, м                    | 2,940          |
| Масса, кг                    | 10 200         |

## Память
- Экземпляр грейдера В-10 находится в экспозиции Эстонского дорожного музея[9].